# As-Sawiya
As-Sawiya (en arabe : الساويه) est un village du gouvernorat de Naplouse en Palestine, situé à 18 km au sud de Naplouse, au centre de la Cisjordanie.
Selon le recensement du bureau central palestinien des statistiques, la localité compte une population de 2 761 habitants en 2017.

## Histoire
Le 28 octobre 2023, un quadragénaire palestinien, Bilal Saleh, y est tué d'un tir de fusil automatique dans la poitrine par un colon alors qu'il récoltait des olives sur la terre de ses ancêtres avec sa femme Ikhlas et ses quatre enfants (Ahmad, 14 ans, Malak, 13 ans, Mais, 8 ans et Moussa, 7 ans),.